# Салат із зеленої папаї
Салат із зеленої папаї (кхмер. បុកល្ហុង, bok l'hong; лаос. បុកល្ហុង, tam som; тай. ส้มตำ, som tam; в'єт. gỏi đu đủ) — традиційний гострий салат в Південно-Східній Азії.

## Історія
Походить з історичного краю Ісаан у Таїланді. Проникає у тайську кухню разом з робітниками, що приїхали у Бангкок під час правління короля Рами II (1809—1824). Наразі це одна з найвідоміших страв тайської кухні.

## Приготування
Зелену папаю насікають тоненькими шматками вручну. Усі інгредієнти товчуть у глиняній чи кам'яній ступі, щоб в пустив сік. Інколи до салату додають річкових крабів та соус пла ра тай. ปลาร้า з гнилої риби, які можуть бути небезпечні для життя європейців, оскільки містять мікроорганізми, що спричиняють тяжкі хвороби (Кишкова паличка, Стафілокок золотистий). Дослідження Відділу медичних послуг виявило, що 83% салатів сом там з пла ра та 73% з річковими крабами (пу донг) небезпечні для людини.
Хоч салат називають Папая-салат, його можна готувати з великою кількістю різних інгредієнтів замість папаї: огірки, локшина тощо.
Споживається разом з липким рисом.